# Wilfred Pelletier
Wilfred Pelletier (Wikwemikong, 16 ottobre 1927 – Ottawa, 2 luglio 2000) è stato uno scrittore e filosofo canadese.
Conosciuto con il nome tribale di Baibomseh, che significa pressappoco Colui che cammina senza fermarsi, era considerato uomo saggio fra gli indiani Odawa.

## Biografia
Nacque nella Riserva di Wikwemikong, sull'Isola Manitoulin nell'Ontario, il 16 ottobre 1927 e morì il 2 luglio 2000 a Ottawa. Nei suoi libri e nelle sue conferenze volle esprimere, come Alce Nero, l'unità di tutte le forme di vita con la Terra, e con un'eloquenza pacata e accattivante seppe coinvolgere ascoltatori di età e sfondi culturali assai diversi. Particolarmente interessato ai problemi educativi, propose strade di apprendimento alternative a quelle della tradizione pedagogica occidentale. Durante gli anni sessanta condusse alcune sperimentazioni didattiche nel Rochdale College di Toronto. Fu co-direttore al Nishvabe Institute, un progetto educativo e culturale nell'ambito della cultura indiana e fece parte di una rete di Anziani che si occupò di studiare i rapporti fra la tradizionale visione del mondo dei Nativi americani e i problemi del XX secolo. Fu associato all'Università di Carleton a Ottawa in qualità di consulente culturale per più di vent'anni.
Ha partecipato come consulente alla realizzazione del film Grey Owl del 1998, del regista inglese Richard Attenborough, interpretato da Pierce Brosnan.
Recentemente la Warner Brothers Entertainment ha devoluto diecimila dollari al Wilfred Peltier Memorial Scholarship,  istituito presso la Carleton University di Ottawa, con la quale Peltier collaborò per più di vent'anni. Con questa donazione la prestigiosa casa produttrice esprime la sua gratitudine per la preziosa collaborazione storica e culturale prestata da Wilfred Peltier nella realizzazione del film Grey Owl.
Tra i suoi libri, No foreign land: the biography of a North American Indian, New York, Pantheon Books, 1973, e Le silence d'un cri, Sainte-Foy [Quebec] Editions A. Sigier, 1985.
Luigi Bairo e Gianni Milano, prendendo spunto da un inedito di Peltier dal titolo Childhood in an Indian Village, hanno pubblicato nel 2003 Mi hanno allevato gli Indiani, Edizioni Sonda.